# Diplycosia crassiramea
Diplycosia crassiramea är en ljungväxtart som beskrevs av Herman Otto Sleumer. Diplycosia crassiramea ingår i släktet Diplycosia och familjen ljungväxter. Inga underarter finns listade i Catalogue of Life.